# Hazelyn Francis
Hazelyn Rosetta Mason-Francis (geb. 1939) ist eine ehemalige Politikerin, Lehrerin, Gewerkschaftsführerin in Antigua und Barbuda, sowie Vizepräsidentin und Präsidentin des Senats von Antigua and Barbuda (2005–2014).

## Leben

### Ausbildung
Hazelyn Rosetta Mason wurde 1939 geboren.
Sie begann 1966 als Lehrerin ohne Zertifikat an der Greenbay Primary School zu unterrichten. Zugleich wurde sie am Leeward Islands Teachers’ Training College in Antigua (1972–1974) ausgebildet. Nachdem sie 1974 ein Lehrer-Zertifkat erhalten hatte, wirkte sie noch weiter als Assistant Teacher an der Greenbay Primary School, bevor sie 1977 ans Preparatory Department der Antigua Girls High School wechselte. 1977 wurde Mason-Francis Assistant Teacher in Charge der Ottos Comprehensive School Library. Diesen Posten hielt sie bis 1986. Dann erwarb sie einen Bachelor an der University of the West Indies am Mona Campus, Jamaika (1986–1989).

### Karriere
Nach Abschluss ihres Studiums war sie Senior Librarian am Antigua State College (1989–1995). 1995 wurde sie als stellvertretende Schulleiterin (Deputy Principal) von Ottos Comprehensive School berufen und 1997 wurde sie Schulleiterin der Golden Grove Primary School. Von 2000 bis 2005 arbeitete sie im Bildungsministerium als Education Officer mit der Verantwortung für Zone II in Antigua.
Francis war auch Präsidentin der Antigua and Barbuda Union of Teachers (1995–1998). Sie gab auch Sommerkurse am Antigua State College für Lehrer, damit diese an das Teachers Training Department des Colleges gehen konnten.
Am 27. März 2004 wurde sie in den Senat berufen. Sie war Vice-President of the Senate 2004–2005 und wurde am 7. Januar 2005 zur Präsidentin des Senats gewählt.
2014 trat sie zurück.
Francis ist Mitglied in verschiedenen Berufsorganisationen und arbeitet ehrenamtlich in einer Reihe von Regierungs- und Nicht-Regierungsorganisationen.

### Ehrungen
Francis wurde 1999 mit der British-Empire-Medaille für ihren Dienst an der Öffentlichkeit ausgezeichnet. Die Auszeichnung erfolgte im Zusammenhang mit der Queen’s New Year’s Honour’s List im Januar 1999.

### Familie
Francis ist Mutter von drei Kindern, einer Tochter und zwei Söhnen.
Sie ist eine entschiedenes Mitglied der Moravian Church und hat sich in allen Gruppen der Greenbay Moravian Church engagiert. In der Gemeinde war sie auch Präsidentin der Women’s Fellowship (1995–2005).
Am 28. Oktober 2005 wurde sie Opfer einer Gewalttat. Sie wurde in ihrem Haus angegriffen, beraubt und vergewaltigt, und musste daraufhin kurzzeitig in ein Krankenhaus.
Der Vorfall intensivierte eine Debatte über eine hohe Kriminalitätsrate und führte zu einer Überarbeitung der Sicherheitsvorkehrungen für Regierungsbeamte.